# Santana Brothers
Santana Brothers é um álbum lançado em 27 de setembro de 1994 por Carlos Santana, seu irmão Jorge Santana e seu sobrinho Carlos Hernandez. O álbum chegou à 191ª posição na parada da The Billboard 200.
| Críticas profissionais                                                      | Críticas profissionais |
| Avaliações da crítica                                                       | Avaliações da crítica  |
| Fonte                                                                       | Avaliação              |
| --------------------------------------------------------------------------- | ---------------------- |
| allmusic                                                                    | [ 2 ]                  |
| Esta tabela precisa de ser acompanhada por texto em prosa. Consulte o guia. |                        |

## Faixas
1. "Transmutation/Industrial" (Santana, Santana)
2. "Thoughts" (Hernandez)
3. "Luz Amor y Vida" (Santana)
4. "En Aranjuez Con Tu Amor" (Rodrigo)
5. "Contigo (With You)" (Santana, Santana)
6. "Blues Latino" (Hernandez, Santana, Santana)
7. "La Danza" (Hernandez, Santana, Santana)
8. "Brujo" (Hernandez, Santana)
9. "The Trip" (Santana, Santana)
10. "Reflections" (Santana)
11. "Morning in Marin" (DeAndrade)

## Músicos
- Carlos Santana - guitarra, produção
- Jorge Santana - guitarra, produção
- Carlos Hernandez - guitarra